# Alosa banyuda
L'alosa banyuda (Eremophila alpestris) és una espècie d'ocell de la família dels alàudids (Alaudidae) notable per l'ornament al cap, que li dona nom.

## Morfologia
- A diferència de la major part de les aloses, és relativament fàcil d'identificar a la natura, pel seu distintiu disseny facial en negre i groc.
- Plomatge de color marró-gris per sobre i pàl·lid per sota.
- En ambdós costats del capell presenta unes petites plomes negres erectes, majors en els mascles en estiu, que és motiu del nom comú.
- La raça de les muntanyes del sud d'Europa (Eremophila alpestris penicillata) és més gris per sobre, i el groc de la cara se substitueix pel blanc.

## Hàbitat i distribució
És un ocell de camp obert, que es reprodueix en la tundra o zones de praderies alpines, mentre a l'hivern se'l pot albirar en zones costaneres o encara terres de conreu, sobretot a Nord-amèrica. És l'alosa amb distribució més ampla, habitant amplament a Euràsia i Amèrica del Nord, amb petites poblacions a la serralada de l'Atles i zones muntanyenques de Colòmbia. Le poblacions septentrionals migren cap al sud en hivern. S'ha citat als Països Catalans.

## Reproducció
Fa el niu a terra, on pon 2-5 ous.

## Alimentació
La dieta la formen llavors, que completa amb insectes en l'època de reproducció.